# جایگاه اتصال

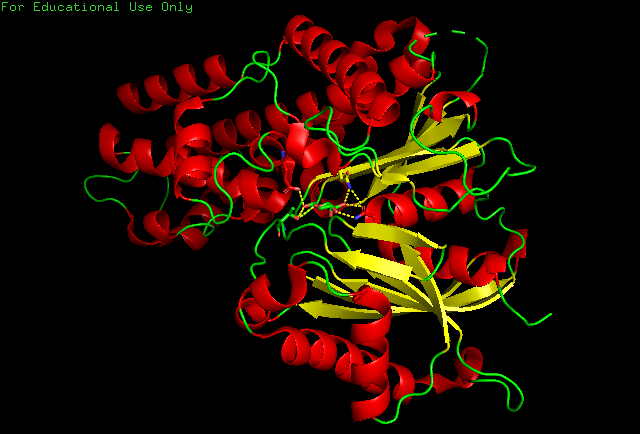
گلوکز در ابتدای گلیکولیز در محل فعال به هگزوکیناز متصل می‌شود.

جایگاه اتصال در بیوشیمی و زیست‌شناسی مولکولی، ناحیه ای بر روی درشت‌مولکول مانند پروتئینی است که با ویژگی خاص به مولکول دیگری متصل می‌شود. شریک اتصال ماکرومولکول اغلب به عنوان لیگاند شناخته می‌شود. لیگاندها ممکن است شامل سایر پروتئین‌ها (در نتیجه تعامل پروتئین و پروتئین)، بسترهای آنزیمی، پیام رسان‌های دوم، هورمون‌ها یا تعدیل کننده‌های آلوستریک باشند. رویداد اتصال غالباً، اما نه همیشه، با یک تغییر شکل ساختاری همراه است که عملکرد پروتئین را تغییر می‌دهد. اتصال به محل‌های اتصال پروتئین اغلب برگشت‌پذیر (گذرا و غیر کووالانسی) است، اما همچنین می‌تواند برگشت‌پذیر کووالانسی باشد یا غیرقابل برگشت است.

## کاربردها

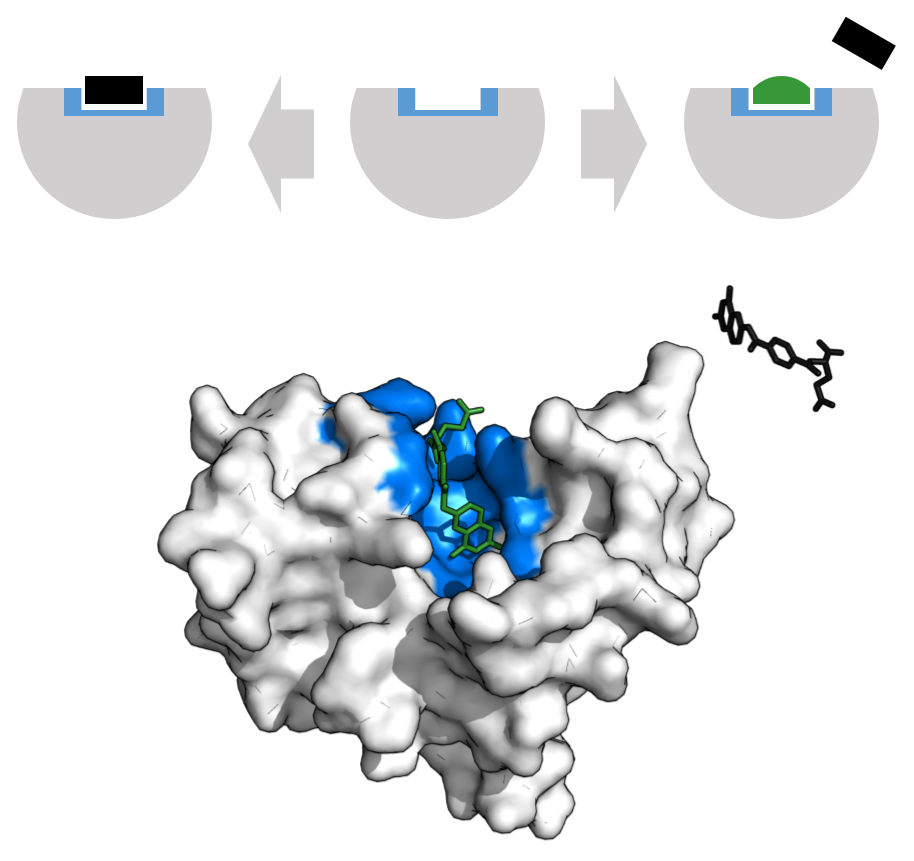
جایگاه اتصال

اختلافات بیوشیمیایی موجودات مختلف با انسان برای ایجاد دارو مفید است. به عنوان مثال، پنی سیلین با مهار DD-transpeptidase، تخریب توسعه دیواره سلول باکتریایی و ایجاد مرگ سلولی، آنزیم‌های باکتریایی را از بین می‌برد؛ بنابراین، مطالعه مکان‌های اتصال به بسیاری از زمینه‌های پژوهشی از جمله مکانیسم‌های سرطان، فرمولاسیون دارو، و تنظیم فیزیولوژیکی مربوط است. فرمولاسیون یک بازدارنده برای متوقف کردن کارکرد یک پروتئین، یک شکل رایج از درمان دارویی است.